# Horní Berounka, povodí Klabavy
Horní Berounka, povodí Klabavy je svazek obcí v okresu Plzeň-město a okresu Rokycany, jeho sídlem jsou Rokycany a jeho cílem je ochrana zájmů a zmnožení sil a prostředků při prosazování záměrů přesahujících svým rozsahem a významem každou účastnickou obec. Sdružuje celkem 24 obcí a byl založen v roce 1999.

## Obce sdružené v mikroregionu
- Cheznovice
- Chrást
- Dobřív
- Dýšina
- Ejpovice
- Holoubkov
- Hrádek
- Kamenný Újezd
- Klabava
- Kornatice
- Litohlavy
- Medový Újezd
- Mýto
- Nevid
- Příkosice
- Raková
- Rokycany
- Skořice
- Strašice
- Těně
- Těškov
- Kyšice
- Mešno
- Osek